# 이릉 대전
이릉 대전(夷陵大戰), 또는 효정 전투(猇亭戰鬪)는 221년 촉한의 황제 유비가 의제인 관우, 장비의 원수를 갚고 형주를 수복하기 위해 동오를 공격해 발발한 전쟁의 향방을 결정한 전투이다. 이 전투에서 선주는 육손의 화공(火攻)과 뒤이은 공격으로 참패하고 백제성까지 물러났다.

## 배경
남군태수 주유가 사망한 후, 손권은 주유가 지키고 있던 남군을 유비에게 임대했다. 손권 측은 적벽 대전의 공로가 자신에게 있는 것으로 여기고 유비는 자신들의 묵인 하에서 형주 남부를 점거했으므로 형주 전체를 유비에게 임대했다고 여겼으나, 유비 측은 적벽대전은 어디까지나 공동작전이었으며 형주 남부는 자력으로 획득한 것으로 여겼다. 215년 익주 점령 후, 손권과 유비는 형주 반환 문제를 놓고 군사적 충돌 직전까지 이르렀으나, 강하, 장사, 계양의 세 군을 손권에게 반환하고 강릉, 무릉, 영릉은 유비의 영지로 삼는 것으로 협약을 맺었다.
219년 유비가 한중을 공격하는 것과 때를 맞추어 관우가 북상해 조조를 공격했다. 그 때 관우는 승리하여 우금과 그 수하병력들을 포로로 잡고 있었는데 그들이 먹는 식량을 감당할 수 없는 지경까지 갔다. 이에 관우는 손권의 영지인 상관에서 군량을 노략질해서 보충했다. 관우의 노략질은 손권에게 엄청난 충격을 주었다. 이에 손권은 결국 조조와 손을 잡기에 이르렀고 관우는 조조와 손권에게 협공받아 결국 패전, 마충에게 생포된 후 손권에게 처형되었다.
관우의 죽음은 유비에게 엄청난 충격을 주었다. 제갈량, 조운을 비롯한 다수의 중신들은 보복전을 일으키는 것에 찬성하지 않았으나 유비는 장비와 회견한 후 손권을 직접 공격하기로 뜻을 굳혔다. 전쟁 준비가 한창이던 때, 장비는 범강과 장달에게 암살당하고, 이들은 장비의 목을 가지고 손권에게로 달아나 유비의 손권에 대한 적의는 더욱 강해졌다. 관우를 처형한 이후부터 유비의 침공을 예상해온 손권은 위의 황제가 된 조비에게 형식적으로 신종하며 촉과의 전쟁에 대비했다.
이 즈음 손권은 조비로부터 정식으로 오왕(吳王)으로 책봉되었다.
221년 여름, 후한이 멸망하자 촉을 세운 유비는 승상 제갈량을 수도인 성도에 남기고 조운을 강주에 주둔시켜 후방을 맡긴 후 직접 수만 병력을 인솔하여 손권 진영으로 쳐들어갔다.
정사 오서(吳書) 감녕전에 의하면 감녕은 이릉대전이 발발하기 전인 215년에 사망했다. 감녕의 이릉대전 참전은 삼국지연의의 창작이다.

## 전쟁의 경과
유비는 오반, 풍습 등을 선봉으로 삼아 형주로 진격을 시작해 육손, 이이(李異), 유아(劉阿) 등이 지키는 무성(巫城)과 자귀성(秭歸城)을 이이 등을 격파하여 함락시켰다.
자귀에 본영을 설치한 유비는 장무 2년(222년) 정월, 오반, 진식 등에게 먼저 수군을 이끌고 이릉으로 나아가게 했다. 손권으로부터 전군을 위임받은 육손이 이들을 상대하는 동안 유비 자신은 본대를 이끌고 육로로 진군할 생각이었으나 육손이 이 의도를 눈치챘기 때문에 작전은 계획대로 되지 않았다.
222년 봄부터 유비는 다시 공세를 폈다. 황권은 형주로 더욱 깊숙히 쳐들어가면 전세가 불리해질 경우 후퇴하기가 어려울 것을 우려해 유비에게 전선 지휘를 자신에게 맡기고 후방에 머무르도록 권하였으나 유비는 이를 기각하고 황권에게 수군을 이끌고 장강 북안을 따라 계속해서 하류로 내려가도록 한 후 자신은 이도(夷道)를 따라 진군해 손환을 이릉성으로 몰아넣고 성을 포위했다.
손환이 육손에게 구원을 요청하자 육손은 요청을 받아들일 것을 주장하는 부장들에게 "내게 촉군을 물리칠 계략이 있으니 참으라"고 말하며 구원 요청을 묵살했다.
이 시점, 육손은 촉군에게 점차 밀려 삼협 내의 모든 거점을 잃고 후방인 강릉으로부터 얼마 떨어지지 않은 지점에 진을 치고 있었고, 많은 장수들은 육손의 군사적 재능을 불신해 육손은 부하 장수들에게 손권에게서 받은 검을 내보이며 권위를 세워야 할 정도였다.
유비는 승세를 타고 효정으로 진군하면서 마량(馬良)을 만족(蠻族)에게 보내어 이들을 회유했고, 여기에 사마가(沙摩柯) 등이 호응해 손권과의 전쟁에 참전했다. 그러나 육손이 요새화한 진영에서 수비로 일관하며 촉군의 도발에도 응하지 않자 전선은 교착되었고 촉군의 사기도 점차 떨어졌다.
이때 유비는 전선 주변부에 50여 개의 진을 한 일자(一) 모양으로 쭉 나열해 두고 유사시에는 서로 지원하게 했는데, 이를 전해들은 조비는 "유비는 병법을 모른다. 그렇지 않고서야 어떻게 그리 많은 진영들을 세워두고 전쟁을 하려는 것인가? 유비는 반드시 패배하게 될 것이다."라고 말했다고 한다.
육손도 손권에게 서신을 올리며 유비는 교만하고 병법을 이해하지 못한다며 승리를 확신하기도 하였다.

## 이릉 전투
222년 6월, 육손은 촉군의 강약을 시험하기 위해 소규모 병력으로 촉군 진영을 공격하도록 했다. 공격에 나섰던 손권의 군대는 촉군의 반격을 받고 몹시 심한 피해를 입었으나 육손은 여러 진영에 분산된 촉군이 어떤 방식으로 서로 연계하는지를 이해하게 되었다.
이 무렵, 유비가 이끄는 촉군은 한여름의 무더위를 피하기 위해 비교적 시원한 숲으로 진영을 옮긴 상태였는데, 이를 탐지한 육손은 대대적인 화공으로 촉군을 공격했다. 이를 위해 육손은 수군을 적진으로 급파하는 한편 육상에서도 전군을 동원해 동시다발적으로 촉군 진영들의 주변에 불을 놓은 후 맹공을 가했다.
수많은 진영들이 동시에 화공과 기습을 받는 사태에는 어떻게 대응해야 할지 몰랐던 촉군 진영들은 혼란에 빠졌고 연락이 두절된 상태에서 각개격파식으로 무너졌다. 전황이 위급해지고 진영들이 서로 도울 수 없다는 것이 드러나자 유비 역시 본진을 포기하고 퇴각할 수밖에 없었고, 수군은 육상군의 대패로 인해 수십여 진영이 삽시간에 함락당하자 퇴로가 끊겨 장강을 거슬러 올라가도 손권군의 추격을 뿌리칠 방법이 없게 되었으므로 지휘관인 황권은 위에 항복하고 손권군은 수많은 군선과 병기를 노획했다.
이때 40여 채 이상의 촉군 진영들이 손권의 손에 떨어졌고, 유비는 효정과 이릉에서 퇴각한 후 다시 진을 세우고 패잔병을 수습해 손권에게 대항해 보려 했으나 이미 전세는 기울어 이 시도 역시 손권의 공격으로 인해 무산되어 유비는 백제성까지 후퇴할 수밖에 없게 되었다.
이 일련의 전투에서 촉한은 풍습, 장남, 부동 등 다수의 무장들과 왕보, 마량 등의 문관 등, 수만 명의 인력을 잃었다. 손권과 사이가 나빠 촉한 편에 선 소수민족들도 피해를 입어, 호왕 사마가가 죽었다.

## 전후
이릉 전투의 대패 이후 촉한은 멸망할 때까지 형주로 다시는 세력을 뻗치지 못하게 되었다. 유비는 의형제들의 죽음과 패전으로 인한 자책감과 슬픔, 허탈함이 겹쳐 성도로 돌아가지 않고 번민하다가 223년, 제갈량에게 후사를 부탁하고 백제성에서 사망했다.
한편 손권이 역으로 촉을 침공할 것으로 예상한 조비는 손권과의 우호를 일방적으로 깨고 조인, 조휴, 조진, 하후상 등에게 명령해 손권을 공격하도록 하였으나, 촉군을 대파한 뒤 본국으로 되돌아와 이미 위의 침입에 대비하고 있던 손권에게 오히려 역습당해 패배, 정확히는 조휴는 서성에게 패했고 조진과 하후상은 반장에게 각각 패했다. 위나라의 침공은 후에 손권의 오나라가 촉과 제휴하는 데에만 일조하는 계기가 되었다. 그 후 유선이 촉한의 제 2대 황제가 되었으며, 사신 등지를 보내 손권이 세운 오나라와 다시 국교를 수복하였다.
이릉대전을 끝으로 오나라와 촉한은 다시는 전쟁을 벌이지 않았으며 오히려 촉한이 멸망하는 순간 오나라에서 정봉을 파견해 촉한의 멸망을 막으려고 애썼지만 정작 정봉이 촉한의 수도인 성도에 도착했을 때는 촉한은 이미 멸망한 이후였다.
이릉 전투로 확정된 오와 촉 양국의 경계는 이후 263년 촉이 멸망할 때까지 이어졌다.

## 삼국지연의에서의 이릉 전투
《삼국지연의》에서는 유비가 221년 황제에 올라 촉한을 세우고 장비의 죽음 후 군사를 일으킨다.
221년 유비는 태부 허정, 안한장군 미축, 청의후 향거, 양천후 유표, 별가 조조, 치중 양홍, 의조 두경, 종사 장상, 태상경 뇌공, 광록경 황권, 좨주 하종, 학사 윤목, 사업 초주, 대사마 은순, 편장군 장예, 소부 왕모, 소문박사 이적, 종사랑 진복 등 문무백관들의 건의로 황제에 오른다.
성도의 무담에서 박사 허자와 간의랑 맹광을 시켜 대례를 주관하고 황제에 올라 오씨를 황후에 봉하고 연호를 장무라 정했으며 장자 유선을 태자로, 차남 유영을 노왕, 삼남 유리를 양왕으로 봉하고 낭중에 있는 장비를 거기장군 사예교위 겸 서향후 낭중목에 봉하고 제갈량을 승상으로, 허정을 사도로, 진복을 학사로 임명한다.
하지만 첫 조회에서 제갈량과 진복, 조운 등 여러 신하들의 반대에도 불구하고 손권 공격에 들어가 오계로 사자를 보내 번병 5만 명을 끌어오게 한다.
표기장군 마초와 동생 마대로 하여금 진북장군 위연을 도와 한중을 지키게 하였고 호위장군 조운을 후군으로 삼고 군량과 마초를 담당하게 하였고 황권과 정기를 참모로 삼고 마량과 진진에게 문서를 맡아 처리하게 했고 황충을 선봉으로 삼고 풍습과 장남을 부장으로 삼았으며 부동과 장익을 중군호위로 삼고 조융과 요순에게 뒤를 맡겼으나 오계에서 온 만왕 사마가가 이끄는 5만 명의 번장들과 병력들까지 합쳐 무려 75만에 달했다.
서전에서 관우의 차남 관흥과 장비의 장남 장포가 유비 앞에서 의형제지간이 되고 이 둘은 제갈근이 사신으로 가 유비를 설득하려 하나 실패한다. 이에 중대부 조자가 위나라로 가 조비에게 도움을 청하지만 형정을 보내 손권을 오왕으로만 봉할 뿐 원병을 보내지는 않는다.
이에 손권의 조카 손환과 호위장군 주연이 수군과 육군 5만 명을 이끌고 나가고 의도에서 손환은 2만 5000명의 군사를 이끌고 촉군과 대치한다. 한편 촉의 선봉장 오반은 가는 고을마다 무혈 입성하며 의도에 다다르고 관흥과 장포가 나서 손환의 부하 장수 이이, 담웅, 사정 등을 죽이고 촉군의 승리에 기여한다.
그리고 오반, 풍습, 장남 등이 작전을 세워 주연의 부장 최우를 유인한다. 최우는 1만 명의 군사를 이끌고 맞서지만 사로잡히고 패잔병을 이끌고 달아나던 손환은 부하 부장의 건의로 이릉성으로 후퇴해 3000명의 병력으로 농성하게 된다.
이에 손권은 한당을 대장으로 임명하고 주태를 부장으로 삼고 반장을 선봉으로, 능통에게 후군을 맡기고 감녕에게 지원군을 담당하게 해 10만 대군을 일으킨다. 이에 황충이 직접 나가 선봉장 반장과 싸워 반장의 부장 사적을 죽이고 손권군을 격파하지만 전투 도중 마충의 활에 맞아 부상을 입고 결국 사망하고 만다.
이에 유비는 효정에서 모든 장수들을 불러 군사를 8로로 나눠 일제히 진군해 수군은 황권이 맡고 유비도 직접 대군을 이끌고 진군했다. 한당과 주태가 나서지만 관흥과 장포에게 한당의 부장 하순과 주태의 부하 주평이 죽고 병을 앓는 와중에도 참전한 감녕은 후퇴하던 중 만왕 사마가의 화살에 맞아 숨지고 만다.
관흥은 관우를 사로잡고 청룡도를 받았던 반장을 쫓고 한 민가에서 관우의 망령을 보고 놀란 반장을 죽여버리고 청룡언월도를 되찾는다. 이에 손권에 항복했던 옛 유비의 장수 미방과 부사인이 마충을 죽이고 항복하지만 유비의 분노로 처형당한다.
그러자 손권이 보즐의 건의로 정병을 시켜 장비를 살해한 범강과 장달을 촉군 진영에 보내고 장포가 이들을 참살한다. 유비는 군사를 철수하기는커녕 오히려 다시 대군을 이끌고 손권을 죽이려 한다.
이에 손권이 유비를 막을 인물을 찾자 감택이 육손을 추천하여 육손은 대도독이 되어 곧바로 전선으로 부임, 자신의 능력을 의심하는 부하 장수들을 제지하며 촉군과는 대치만 한다.
222년 여름 육손은 이릉성에 도착해 촉군의 전력을 시험하기 위해 부하 말장 순우단, 서성, 정봉에게 군사 5000명을 주어 내보낸다. 순우단은 도중 부동과 조융의 촉군과 맞닥뜨려 크게 패하고 만다.
이에 육손은 그날 밤 화공을 펼쳐 촉군 진영을 불태운다. 이에 촉군 진영에서는 큰 혼란이 빚어지고 그 틈을 타 모든 오군이 대공세를 펼치기 시작한다. 유비는 풍습의 영채를 피신했으나 그곳에서 서성과 정봉의 협공을 받고 장포와 관흥, 부동 등과 합류해 겨우 탈출한다.
도중 주연을 만나 위기에 빠지지만 후방에 있던 조운이 구원병을 이끌고 와 주연을 죽이고 유비를 구출하지만 유비가 백제성으로 돌아왔을 때 남은 군사는 100명에 불과했다.
한편 부동은 유비를 추격하는 손권군을 막다가 정봉에게 포위당해 전사하고 좨주 정기는 강기슭을 따라 수군을 이끌다가 오군에게 포위당하자 자결하고 이릉성을 포위하던 오반과 장남, 풍습도 급히 포위를 풀고 유비를 구하기 위해 이릉성을 떠나다 손환의 협공을 받아 장남과 풍습이 전사하고 오반은 조운을 만나 구사일생으로 살아난다.
이때 만왕 사마가도 도망치던 중 주태에게 전사하고 수군대장 황권은 퇴로가 막히자 위나라에 항복했으며 촉군의 영채에 쌓여 있던 군량미며 마초, 병기 등을 하나도 남아 있지 않았고 항복한 자들도 수를 헤아릴 수 없었다. 옛 유비의 부인이던 손권의 누이동생 손부인은 유비가 전사했다는 잘못된 소문을 듣고 자결했다.
이후 촉군을 추격하던 육손은 어복포(魚腹浦)에서 제갈량의 석진(石陣)에 갇혀 익사할 운명이 되었으나, 홀연히 나타난 제갈량의 장인 황승언의 도움을 받고 살아난다.

## 양군의 전력
육손전(陸遜傳)에는 이 전투에 참가한 손권의 병력이 5만 명, 촉군은 "대군"이었다고만 기록되어 있다. 위서 문제기(魏書 文帝記)의 주(註)에 나오는 222년 2월 8일자 손권의 상소문에 의하면 「유비는 4만 병력과 2천-3천 군마를 이끌고 자귀를 출발했습니다」라고 되어 있다.
선주전(先主傳)에는 「222년 정월, 유비는 자귀에 주둔하고, 오반과 진식 등은 수군을 이끌고 이릉에 진을 쳤다」, 「2월에 선주(先主)는 여러 장수들을 거느리고 자귀를 떠나 효정으로 진격하였다」라는 기사가 보인다.
촉군의 피해에 대해서는 오주전(吳主傳)에는 「죽거나 투항한 자가 수만 명에 달했다」고 적혀 있고 육손전에도 촉군 전사자에 대해 이와 비슷하게 기록되어 있다.
한편 유엽전(劉曄傳)의 주(註) 부자(傅子)에는 「육의(陸議, 육손)의 군사는 8만여 명을 죽였다」라고 나와 있다.
정사 삼국지 위서(魏書)에는 촉한 정규군 병력 규모를 4만 2~3천, 오서(吳書)에서는 4만 6천이라 적고 있고 자치통감(資治通鑑)에서는 4만여명이라고 적고 있다. 그러나 이는 황권이 거느렸던 '부장급 장수만 100명이 넘는' 대병단(大兵團)과 오반, 진식의 수군(水軍) 등이 '전혀' 언급되지 않은 '유비 본대의 숫자만을 파악한 규모' 이니 이들 기록을 '있는 그대로' 받아들여서는 안된다.
참고로 《정사 삼국지》(正史 三國志)의 저자 진수(陳壽)와 동시대의 인물이자 서진(西晉)의 학자인 부현(傅玄)이 저술한 《부자》(傅子)에서는 이릉대전(효정 전투) 당시 사망한 촉한군의 규모를 8만이라고 서술하고 있다.
거기에 수천에서 1만 이상에 달하는 형주 호족 군세와 수만 명에 달하는 오계(웅계, 만계, 유계, 무계, 진계)의 무릉만이 같은 비정규 군세까지 합치면 촉한이 스스로 10만 대군이라고 자칭하기에 전혀 부족함이 없는 규모가 된다.
중국 삼국시대 당시 10만 이상의 병력 동원은 당시로서는 엄청난 규모였다.

## 기타
- 이릉대전이 벌어진 이릉의 장강은 현재 싼샤 댐이 세워진 곳이며 이 댐은 중국에서 가장 큰 댐이다.